# Retroa
Retroa — рід грибів родини Phyllachoraceae. Назва вперше опублікована 1991 року.

## Класифікація
Згідно з базою MycoBank до роду Retroa відносять 2 офіційно визнані види:
- Retroa centrolobii
- Retroa dimorphandrae